# Аарон, Ллойд
Ллойд Банега Аарон (англ. Lloyd Banega Aaron; род. 8 января 2003, Лилонгве) — малавийский футболист, полузащитник клуба «Биг Буллетс».

## Клубная карьера
Начал карьеру в клубе «Сивил Сервис Юнайтед». В сезоне 2023 года сыграл в 29 матчах чемпионата Малави и помог команде избежать вылета в низшую лигу.
В январе 2024 года заключил трёхлетний контракт с «Биг Буллетс». По итогам мая 2024 года был признан лучшим игроком команды, несмотря на то, что «Биг Буллетс» в четырёх матчах сумел добыть лишь одну победу. В Лиге чемпионов КАФ дебютировал в сезоне 2024 года в матче против замбийского «Ред Эрроуз» (2:1).

## Карьера в сборной
В составе национальной сборной Малави дебютировал 14 июня 2023 года в товарищеской игре против Мозамбика. На Кубке КОСАФА в июле 2023 года вместе с командой занял четвёртое место. Свой первый гол за национальную команду забил 18 ноября 2024 года в ворота Буркина-Фасо в квалификации на Кубок африканских наций (3:0).